# Para butów
Para butów – pięć obrazów olejnych namalowanych przez Vincenta van Gogha w 1886 i 1887 podczas jego pobytu w Paryżu oraz w 1888 podczas pobytu w Arles. 
1. Para butów (hol. Een paar schoenen, ang: A Pair of Shoes)[1], nr kat.: F 331, JH 1235, namalowany w I połowie 1886 w Paryżu, obecnie w zbiorach Muzeum Vincenta van Gogha w Amsterdamie;
2. Para butów (hol. Een paar schoenen, ang: A Pair of Shoes)[2], nr kat.: F 255, JH 1124, namalowany w II połowie 1886 w Paryżu, obecnie w zbiorach Muzeum Vincenta van Gogha w Amsterdamie;
3. Para butów (hol. Een paar schoenen, ang: A Pair of Shoes)[3], nr kat.: F 333, JH 1236, namalowany na początku 1887 w Paryżu, obecnie w zbiorach Baltimore Museum of Art w Baltimore;
4. Para butów (hol. Een paar schoenen, een schoen ondersteboven, ang: A Pair of Shoes)[4], nr kat.: F 332a, JH 1233, namalowany wiosną 1887 w Paryżu, obecnie w zbiorach prywatnych Sammlung Emil Schumacher;
5. Para butów (hol. Een paar oude schoenen, ang: A Pair of Shoes)[5], nr kat.: F 461, JH 1569, namalowany w sierpniu 1888 w Arles, obecnie w Metropolitan Museum of Art w Nowym Jorku.

Serię uzupełnia obraz Trzy pary butów (hol. Drie paar schoenen, een schoen ondersteboven, ang: Three Pairs of Shoes), nr kat.: F 332, JH 1234, namalowany w grudniu 1886 w Paryżu, obecnie w zbiorach Fogg Museum.

## Historia i opis

### Para butów (nr kat. F 255)
Obraz przedstawiający parę zdartych butów budzi rozmaite spekulacje. Buty te były postrzegane jako symbol trudnych momentów w życiu van Gogha. Pewien młody student odnotował, iż Vincent kupił robocze obuwie na pchlim targu w Paryżu, ponieważ zamierzał wykorzystać je jako temat martwej natury. Jako że były w zbyt dobrym stanie, postanowił nosić je podczas niepogody. Dopiero potem nadawały się do namalowania. Van Gogh namalował kilka martwych natur ze starymi butami. Były one dla niego być może symbolem ciężkiego, ale barwnego życia robotnika.
Van Gogh był zawsze zadziwiająco wytrzymałym wędrowcem, a seria z butami pozostaje świadectwem jego zamiłowania do pieszych wędrówek. Obrazy są z pewnością sugestywne, ale niektóre interpretacje ich przesłania są raczej zbyt daleko idące.
Namalowane buty szybko stały się najbardziej znanym obuwiem w historii sztuki współczesnej. Ale zawdzięczają to nie tyle van Goghowi, co ich krytycznej recepcji przez filozofów, jak Martin Heidegger, Meyer Schapiro czy Jacques Derrida. Martin Heidegger oglądał obraz van Gogha na wystawie w Amsterdamie w 1930. Wrażenia swe opisał następnie w eseju poświęconym teorii sztuki, Der Ursprung des Kunstwerkes (Pochodzenie dzieła sztuki) z 1935. Wyraził w nim pogląd, iż przedstawione na obrazie buty należą do wieśniaczki, a w ich wyglądzie widać zarówno surowość natury, jak i trud poruszania się i pracy na roli. Buty stają się świadkiem życia chłopskiego: niepewności co do zbiorów, radości z kolejnego przetrzymanego nieurodzaju, drżenia kobiety na myśl o połogu i strachu przed wszechobecna śmiercią. Buty należą w ten sposób jednocześnie i do ziemi i do świata wieśniaczki. 

### Para butów (nr kat. F 333)
Drugi obraz Pary butów ukazuje niemodne obuwie, oddane w cieplejszym, pomarańczowym odcieniu, kontrastujące na błękitnym, nieokreślonym tle. Białe kropki, które przedstawiają ćwieki na widocznej podeszwie, pełnią także czysto estetyczną funkcję, podobnie jak pozornie niekończące się pociągnięcia pędzlem, przy pomocy których artysta namalował sznurowadła. Van Gogh, co jest u niego rzadkością, podpisał obraz i opatrzył go datą. Dał tym samym do zrozumienia, iż obraz został namalowany w 1887, w przeciwieństwie do pierwszego, który prawdopodobnie powstał latem 1886. O ile wcześniejszy obraz odznacza się zamiłowaniem do szczegółu, na późniejszym pierwszoplanowe stało się bardziej indywidualne podejście do tematu, wyrażające się w ornamentalnym użyciu linii i jaskrawych kolorów. Obie martwe natury z butami określają punkt zwrotny roku 1887. Van Gogh zakwestionował swoje wcześniejsze użycie naturalnego koloru i swój czysto opisowy styl. Zarzucił analityczne podejście do swoich motywów, do podjęcia których skłaniała go „realistyczna” metodyka. Odkrył ostatecznie autonomiczną wartość malarstwa, które Paul Cézanne określił jako „harmonię równoległą względem natury”. Zmiana ta była konsekwencją impresjonizmu. Charakterystyczny dla tego kierunku, szkicowy sposób ujmowania tematu, ewoluował w nową metodę, która stała się własnym przeciwieństwem – używając czarujących wzorów linii i kolorów wprowadziła pomiędzy światem a obrazem zasłonę – w dużo większym stopniu, niż uczynił to kiedykolwiek wierny realizm. Pociągnięcia i muśnięcia pędzlem oraz kolorowe punkciki rozjaśniały dwuwymiarową powierzchnię obrazu, który nie przedstawiał już natury, ale sam siebie. W 1887 również van Gogh dostrzegł ten problem. To co impresjonizm osiągnął w sposób oczywisty, wydawało się teraz torować drogę postimpresjonizmowi.

### Pozostałe obrazy przedstawiające parę butów

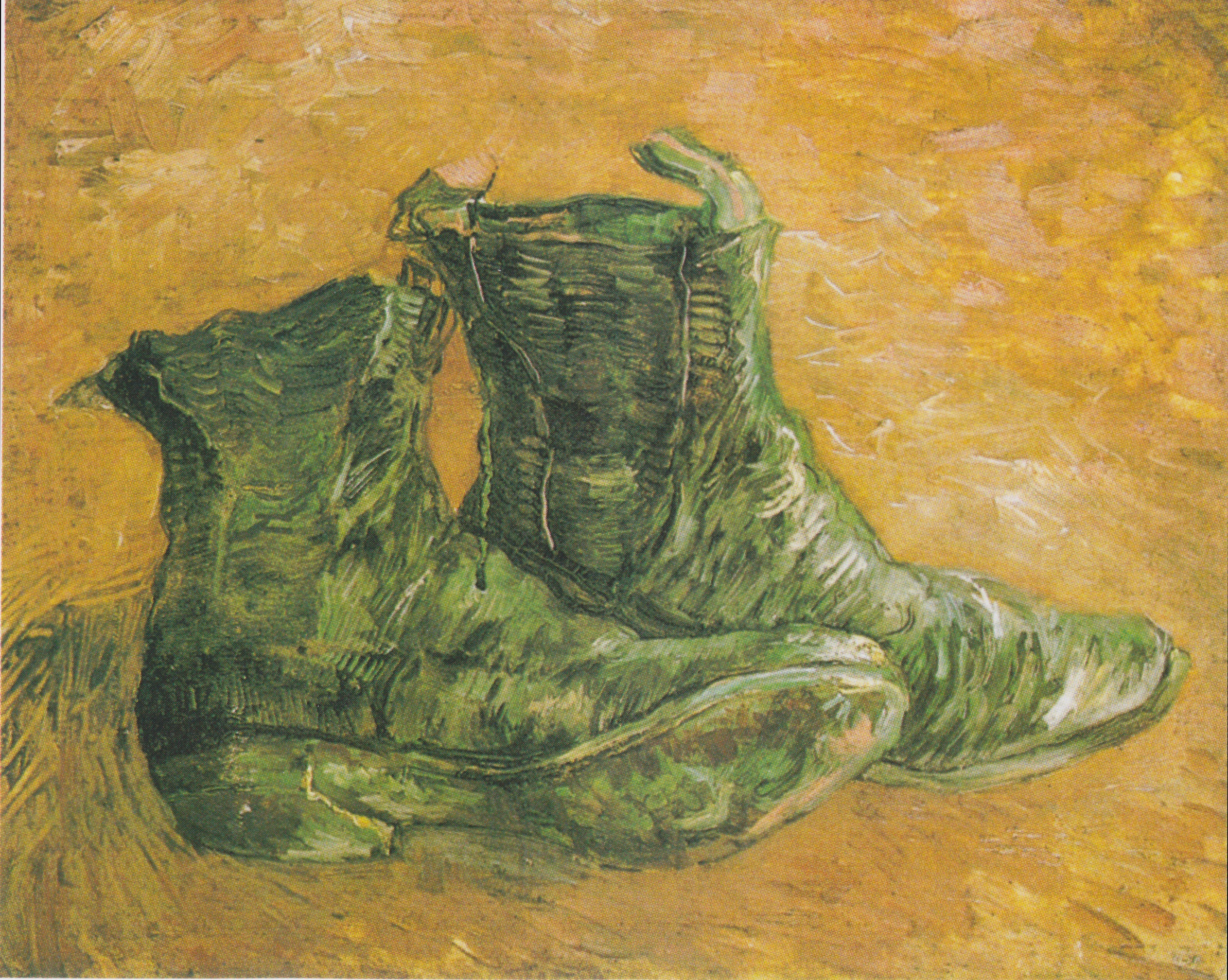
Para butów nr kat.: F 331, JH 1235 33 cm x 41 cm Muzeum Vincenta van Gogha
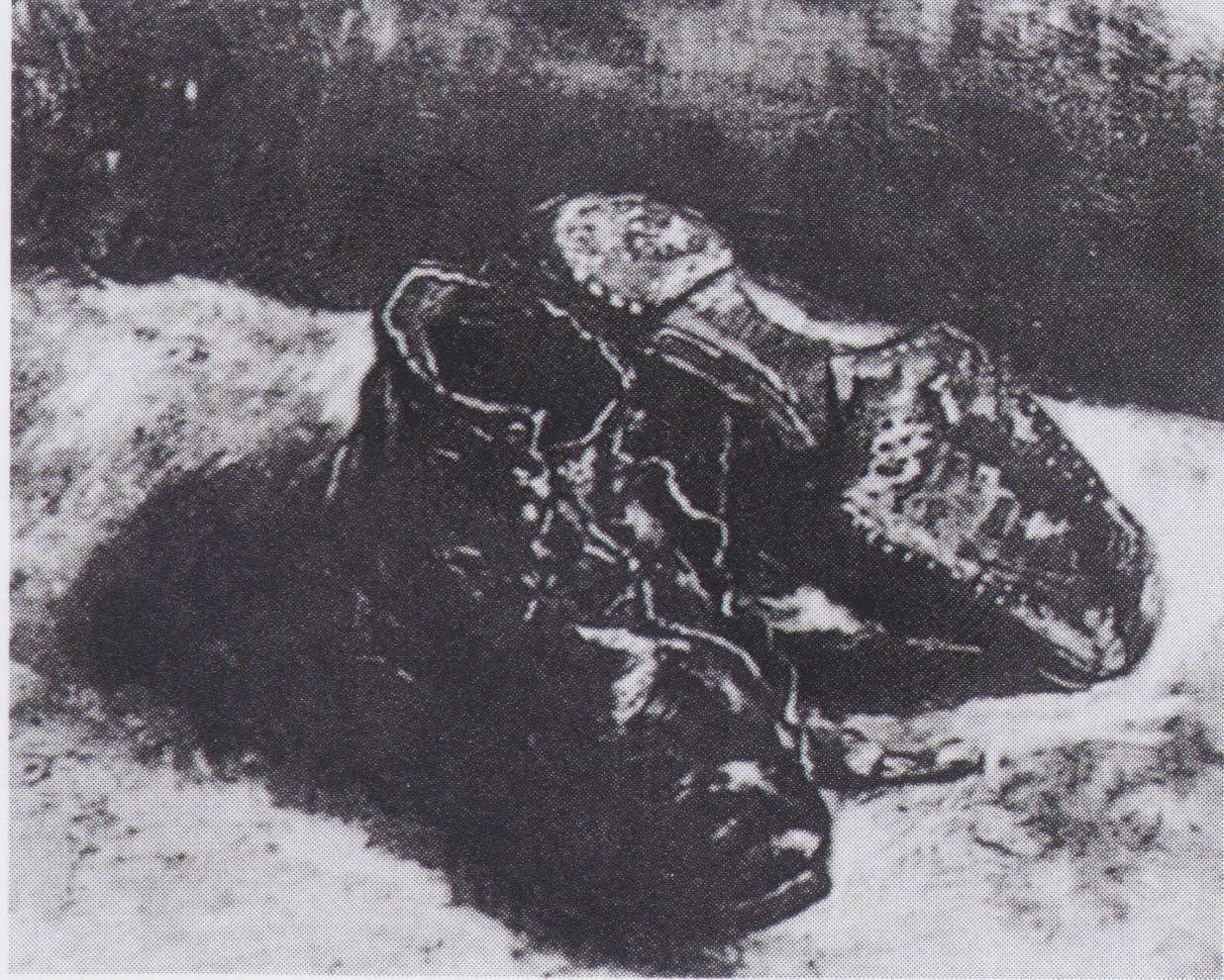
Para butów nr kat.: F 332a, JH 1233 37,5 cm x 45,5 cm Kolekcja prywatna
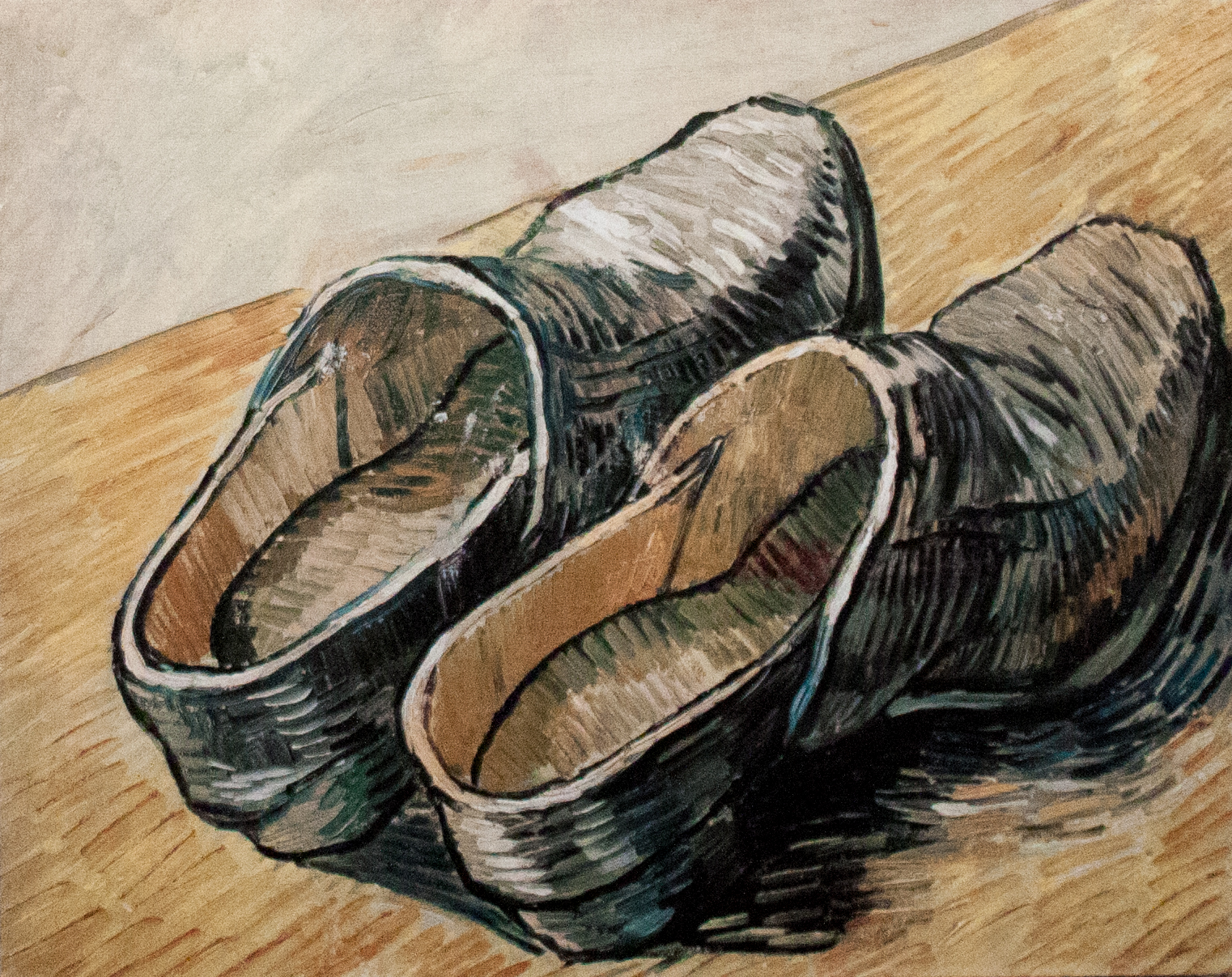
Para skórzanych chodaków nr kat.: F 607 32,5 x 40,5 cm Muzeum Vincenta van Gogha
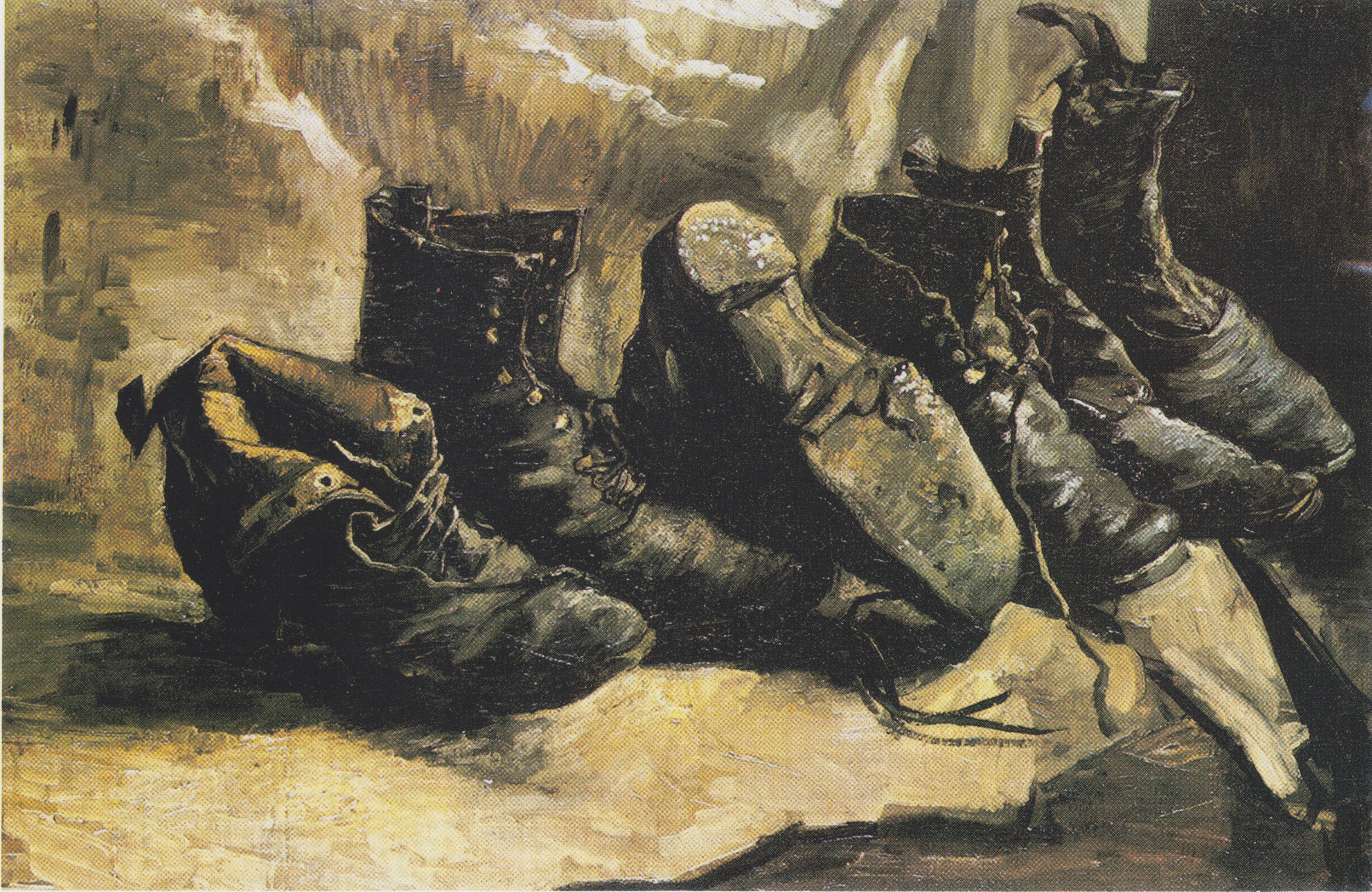
Trzy pary butów nr kat.: F 332, JH 1234 49,0 cm x 72,0 cm Fogg Museum